# Floydwernerius australis
Floydwernerius australis là một loài bọ cánh cứng trong họ Anthicidae. Loài này được King miêu tả khoa học năm 1869.